# Tiago Djaló
Tiago Emanuel Embaló Djaló (* 9. April 2000 in Amadora) ist ein portugiesischer Fußballspieler. Der Innenverteidiger steht aktuell bei Juventus Turin unter Vertrag.

## Karriere

### Verein
Djaló wechselte 2013 in die Jugendakademie von Sporting Lissabon. Am 24. Februar 2018 feierte er sein Profidebüt für Sporting B bei einem Ligaspiel 2017/18 gegen Académica de Coimbra in der Segunda Liga. Er erzielte sein erstes Tor im Profifußball am 11. April 2018 gegen den FC Famalicão.
Im Januar 2019 wurde Djaló von der AC Mailand verpflichtet und war für die Jugendmannschaft Milans bis zum Ende der Saison aktiv. Im Juli 2019 wurde er zusammen mit mehreren anderen Spielern der Jugendmannschaft vom neu ernannten Trainer Marco Giampaolo zum Training mit der ersten Mannschaft eingeladen.
Am 1. August 2019 wurde Djaló an den OSC Lille verkauft, bei dem er einen Vertrag bis zum 30. Juni 2024 unterzeichnete. Er gab sein Debüt in der Ligue 1 am 11. August 2019 beim 2:1-Sieg gegen den FC Nantes.
Am 22. Januar 2024 wechselte Djaló in die italienische Serie A zum Rekordmeister Juventus Turin. Seine bisher einzige Partie für Juventus absolvierte er am 25. Mai 2025, als er am letzten Spieltag der Serie A 2023/24 in der Partie gegen die AC Monza (2:0) von Trainer Massimiliano Allegri für Alex Sandro eingewechselt wurde.
Nachdem Djaló in den Planungen des neuen Juve-Trainers Thiago Motta keine Rolle gespielt hatte, wurde er für die Saison 2024/25 in seine Heimat zum FC Porto verliehen. Für die Portugiesen absolvierte er während der Leihe 17 Pflichtspiele und erzielte dabei zwei Tore.

### Nationalmannschaft
Djaló spielte zwischen 2016 und 2022 für verschiedene Jugendauswahlen Portugals. Am 18. November 2024 kam er in der UEFA Nations League gegen Kroatien zu seinem ersten A-Länderspiel.

## Erfolge
Vereine
- Französischer Meister: 2021
- Französischer Supercupsieger: 2021

Nationalmannschaft
- UEFA-Nations-League-Sieger: 2025